# Körnerstraße 26 (Offenbach am Main)

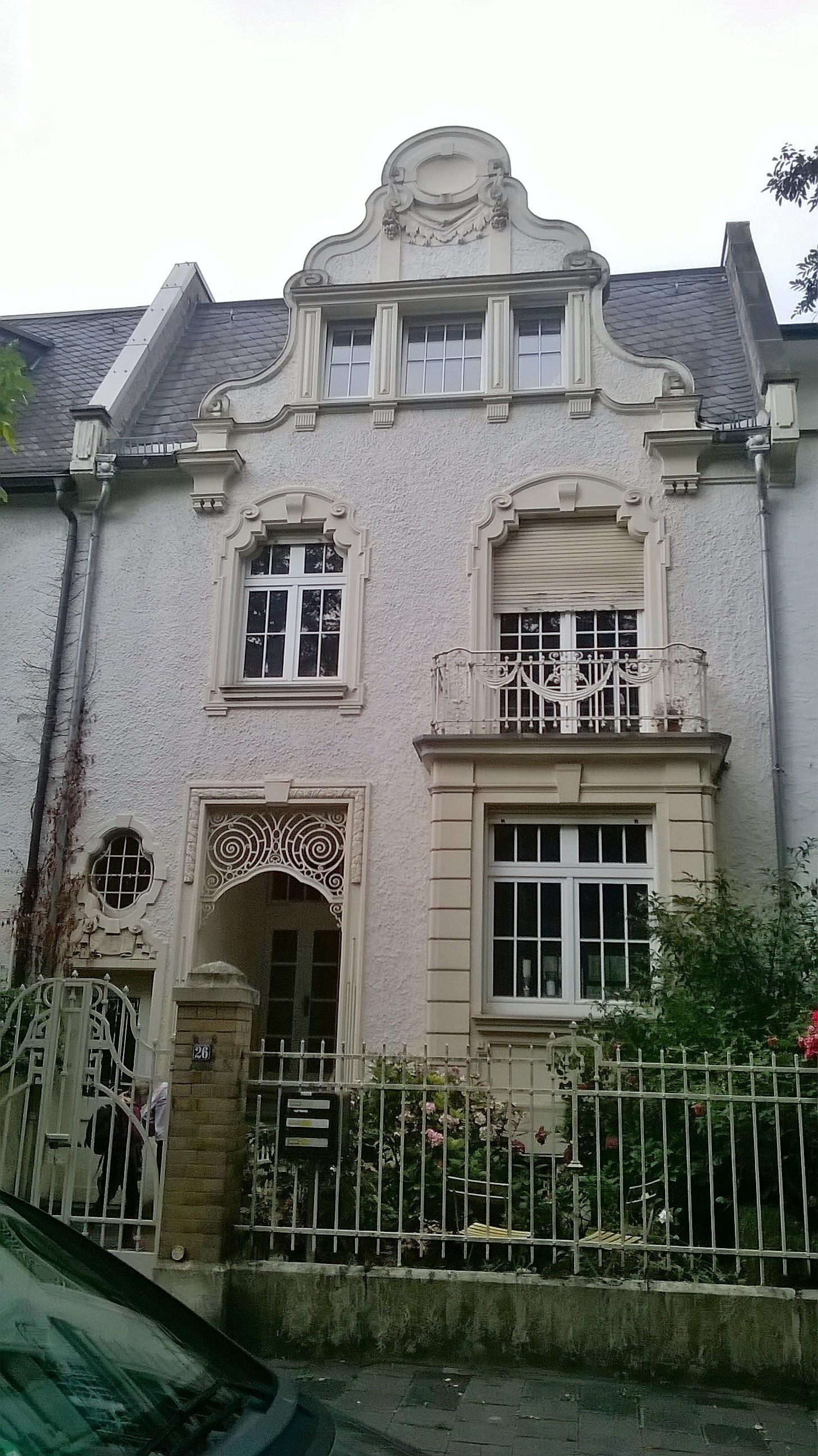
Das Wohnhaus Körnerstraße 26 in Offenbach am Main

Das Reihenhaus Körnerstraße 26 im Westend von Offenbach am Main ist ein unter Denkmalschutz stehendes Wohngebäude.

## Geschichte und Bauausführung
Zwischen Geleits- und Lützowstraße errichtete das Offenbacher Bauunternehmen Gebrüder Hasenbach ab 1905 sieben Reihenhäuser in der Körnerstraße. Alle Reihenhäuser wurden durch Kriegseinwirkung im Zweiten Weltkrieg teilzerstört und ihr Wiederaufbau erfolgte in sehr unterschiedlicher Art und Weise.
Die Fassaden des Ensemble sind in Zweigeschossigkeit und Zweizonigkeit einheitlich ausgeführt, der Bauschmuck bedient sich jedoch des Formenreichtums des Historismus und ist an jeder Fassade unterschiedlich gestaltet.

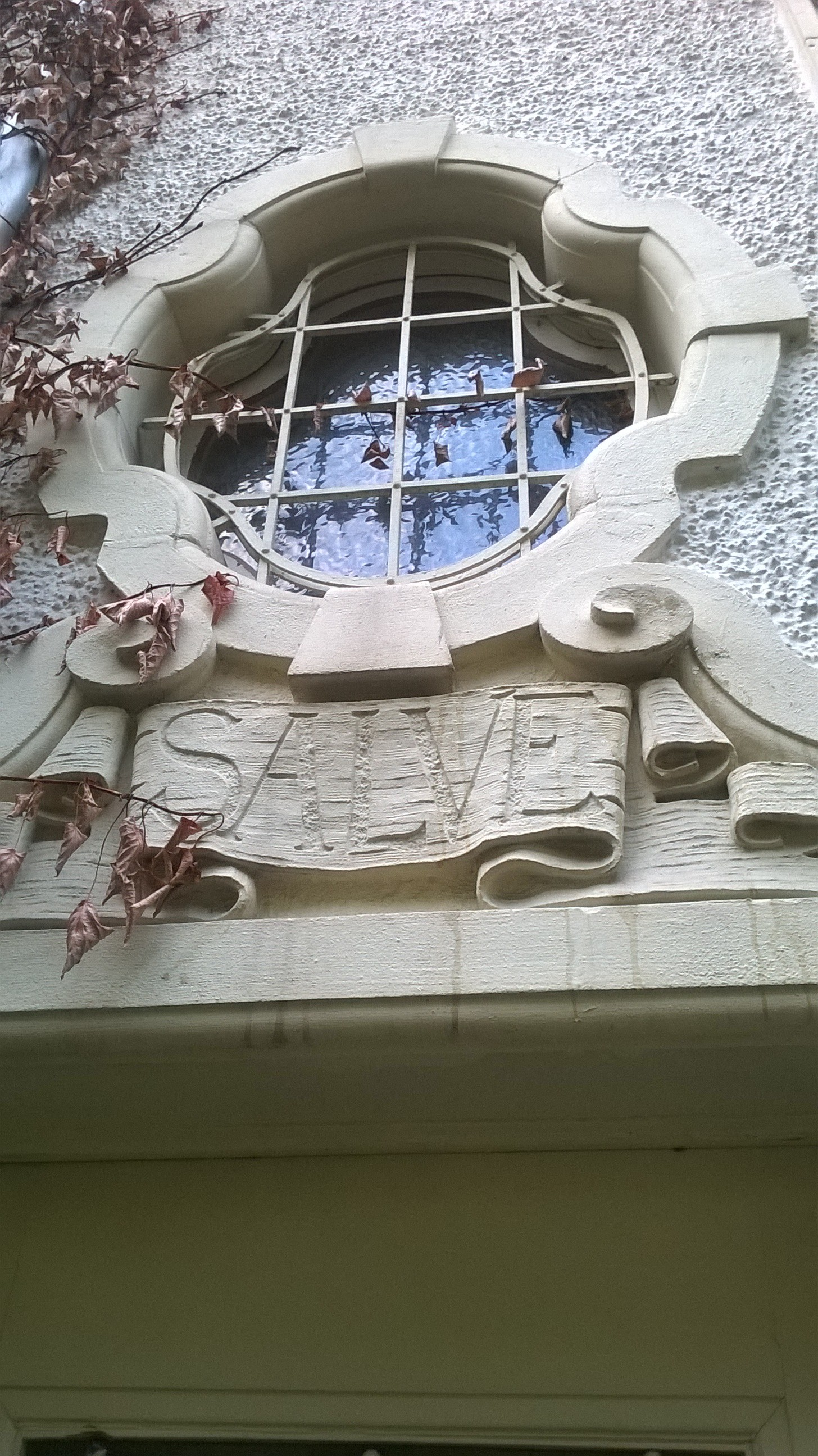
Fassadendetail oberhalb des Kellerzugangs

Nummer 26 ist am originalsten erhalten und steht daher – neben dem Gebäude Körnerstraße 32 – unter Denkmalschutz. Der zweigeschossige Bau präsentiert sich mit einer reich verzierten Putzfassade mit Sandsteinfenster- und Türgewänden. Den Abschluss bildet ein mehrfach geschweifter Schmuckgiebel mit dreifach gekuppeltem Fenster. Über dem Erker findet sich ein Balkon mit einem schmiedeeisernen Gitter. Zudem erhalten ist das Schmuckgitter des Haupteingangs und die Einfriedung.
Das Gebäude ist Kulturdenkmal aus geschichtlichen und künstlerischen Gründen.